# 불량품

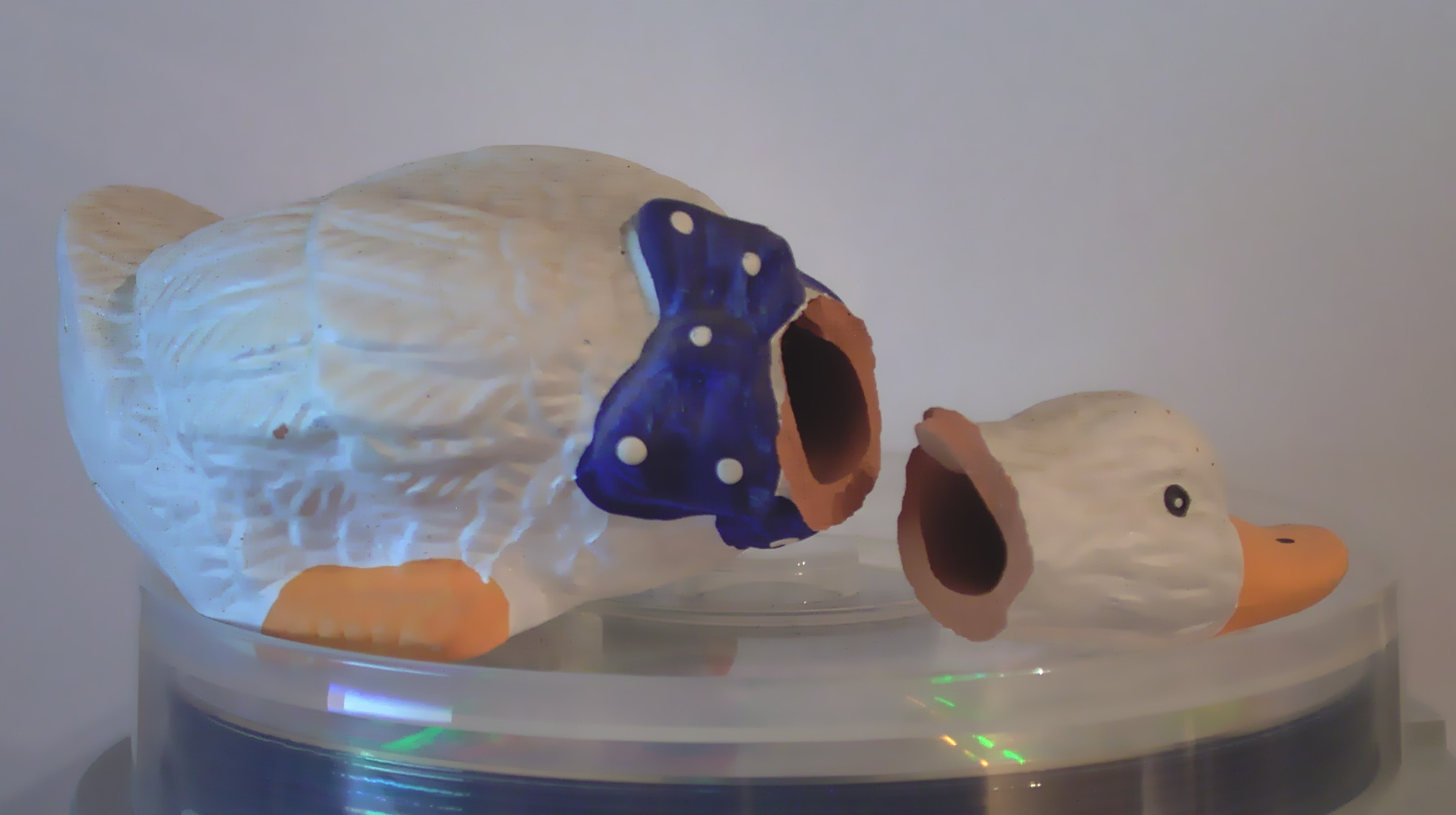

불량품(不良品)은 품질이 나쁜 상품을 일컫는다. 이러한 불량품은 제품 결함이 있다고 칭해진다.
제품 결함은 제품이 설계 및 제조된 목적을 위한 사용성을 방해하는 제품의 모든 특성이다. 제품 결함은 "제품을 합리적으로 안전하지 않게 만드는 모든 것"에 적용되는 제품 안전과 관련된 법적 맥락에서 가장 두드러지게 발생한다. 결함이 있는 제품으로 인한 상해를 다루는 법 분야를 제조물 책임이라고 한다.
다양한 상황으로 인해 제품에 결함이 생길 수 있다. 제품에 디자인 결함이나 디자인 결함이 있을 수 있다. 이는 제품이 제대로 설계되거나 테스트되지 않아 설계 자체가 원하는 기능을 수행할 수 없는 제품을 생성할 수 있기 때문이다. 디자인이 정확하더라도 잘못된 재료를 사용하는 등 잘못 제조된 경우 제품에 제조 결함이 있을 수 있다. 제품의 사용에 대한 적절한 지침이 없거나 제품의 정상적인 사용 또는 오용에 수반되는 위험에 대한 적절한 경고가 없는 경우에도 제품에 법적 결함이 있는 것으로 간주될 수 있다.
주어진 관할권에 따라 소비자가 사용 가능한 경고를 읽지 못하면 제조물 책임 소송에서 결함이 있거나 부적절한 경고 주장의 목적에 대한 인과 관계가 무효화될 수 있다.
제품을 위험하게 만들지 않는 결함이 있는 제품은 결함을 반영한 할인된 가격으로 계속 판매될 수 있다. 예를 들어, 의류 제조업체의 검사에서 소매가 약간 고르지 않은 셔츠 라인을 발견한 경우 제조업체는 이러한 셔츠를 종종 아울렛 매장을 통해 할인된 가격으로 판매할 수 있으며 품질을 표시하기 위해 라벨을 잘라낸다. 브랜드에 반영하기 위한 것이 아니다. 일부 제품의 경우 재작업이 적합하다.

## 같이 보기
- 제품 리콜